# Koenigius
Kóenigius — рід жуків родини Довгоносики (Curculionidae). Він названий на честь Олександра Кьоніга (Alexander Ferdinand Koenig, 1858–1940), німецького натураліста та зоолога, багатющі колекції якого лягли в основу Музею Кьоніга (Zoologisches Forschungsmuseum Koenig) у Бонні.

## Зовнішній вигляд
Основні ознаки:
- тіло коротке й широке
- верх тіла із грубою скульптурою у вигляді борозен та ребер
- верхня частина очей сильно розширена[2]
- надкрила з добре розвиненими плечима

## Спосіб життя
Не вивчений, ймовірно, він типовий для Cleonini. Мешканці пустель.

## Географічне поширення
Ареал роду обмежений Північною Африкою та Близьким Сходом.

## Класифікація
До цього роду включено 2 види:
- Koenigius mauritanicus Flustache, 1932 — Марокко
- Koenigius palaestinus Heyden, 1900 — Ізраїль, Єгипет, Лівія, Туніс, Марокко